# Saint-Jacques-sur-Darnétal
Saint-Jacques-sur-Darnétal és un municipi francès situat al departament del Sena Marítim i a la regió de Normandia. L'any 2007 tenia 2.576 habitants.

## Demografia

### Població
El 2007 la població de fet de Saint-Jacques-sur-Darnétal era de 2.576 persones. Hi havia 916 famílies de les quals 156 eren unipersonals (56 homes vivint sols i 100 dones vivint soles), 322 parelles sense fills, 386 parelles amb fills i 52 famílies monoparentals amb fills.
La població ha evolucionat segons el següent gràfic:
Habitants censats

### Habitatges
El 2007 hi havia 993 habitatges, 949 eren l'habitatge principal de la família, 6 eren segones residències i 38 estaven desocupats. 963 eren cases i 28 eren apartaments. Dels 949 habitatges principals, 805 estaven ocupats pels seus propietaris, 122 estaven llogats i ocupats pels llogaters i 22 estaven cedits a títol gratuït; 1 tenia una cambra, 32 en tenien dues, 91 en tenien tres, 216 en tenien quatre i 610 en tenien cinc o més. 779 habitatges disposaven pel capbaix d'una plaça de pàrquing. A 393 habitatges hi havia un automòbil i a 510 n'hi havia dos o més.

### Piràmide de població
La piràmide de població per edats i sexe el 2009 era:
| Homes | Edats   | Dones |
| ----- | ------- | ----- |
| 0     | 95 o +  | 8     |
| 4     | 90 a 94 | 20    |
| 12    | 85 a 89 | 24    |
| 8     | 80 a 84 | 12    |
| 32    | 75 a 79 | 16    |
| 24    | 70 a 74 | 48    |
| 64    | 65 a 69 | 52    |
| 76    | 60 a 64 | 104   |
| 60    | 55 a 59 | 76    |
| 124   | 50 a 54 | 108   |
| 72    | 45 a 49 | 96    |
| 128   | 40 a 44 | 148   |
| 108   | 35 a 39 | 104   |
| 48    | 30 a 34 | 60    |
| 44    | 25 a 29 | 36    |
| 76    | 20 a 24 | 52    |
| 112   | 15 a 19 | 112   |
| 76    | 10 a 14 | 124   |
| 76    | 5 a 9   | 72    |
| 36    | 0 a 4   | 60    |

## Economia
El 2007 la població en edat de treballar era de 1.688 persones, 1.161 eren actives i 527 eren inactives. De les 1.161 persones actives 1.103 estaven ocupades (559 homes i 544 dones) i 58 estaven aturades (33 homes i 25 dones). De les 527 persones inactives 230 estaven jubilades, 202 estaven estudiant i 95 estaven classificades com a «altres inactius».

### Ingressos
El 2009 a Saint-Jacques-sur-Darnétal hi havia 965 unitats fiscals que integraven 2.578 persones, la mediana anual d'ingressos fiscals per persona era de 23.750 €.

### Activitats econòmiques
Dels 139 establiments que hi havia el 2007, 1 era d'una empresa alimentària, 2 d'empreses de fabricació de material elèctric, 7 d'empreses de fabricació d'altres productes industrials, 42 d'empreses de construcció, 27 d'empreses de comerç i reparació d'automòbils, 8 d'empreses de transport, 7 d'empreses d'hostatgeria i restauració, 1 d'una empresa d'informació i comunicació, 3 d'empreses financeres, 5 d'empreses immobiliàries, 23 d'empreses de serveis, 7 d'entitats de l'administració pública i 6 d'empreses classificades com a «altres activitats de serveis».
Dels 52 establiments de servei als particulars que hi havia el 2009, 1 era una gendarmeria, 1 oficina de correu, 2 tallers de reparació d'automòbils i de material agrícola, 5 paletes, 2 guixaires pintors, 13 fusteries, 10 lampisteries, 5 electricistes, 2 empreses de construcció, 2 perruqueries, 5 restaurants, 2 agències immobiliàries i 2 salons de bellesa.
Dels 5 establiments comercials que hi havia el 2009, 1 era una gran superfície de material de bricolatge, 1 una botiga de menys de 120 m², 1 una peixateria, 1 una llibreria i 1 una joieria.
L'any 2000 a Saint-Jacques-sur-Darnétal hi havia 19 explotacions agrícoles que ocupaven un total de 949 hectàrees.

## Equipaments sanitaris i escolars
L'únic equipament sanitari que hi havia el 2009 era una farmàcia.
El 2009 hi havia 1 escola maternal i 1 escola elemental.

## Poblacions més properes
El següent diagrama mostra les poblacions més properes.